# Asenberg (Bad Salzuflen)
Der Asenberg ist ein 155 m ü. NHN hoher Berg im Gebiet der Stadt Bad Salzuflen im nordrhein-westfälischen Kreis Lippe in Deutschland.

## Beschreibung
Der Asenberg ist Teil des Lipper Berglands, er liegt östlich der Bad Salzufler Innenstadt. Das Asental mit der Quelle der Asen trennt den Asenberg vom nördlich gelegenen Vierenberg.
Der überwiegende Teil des Berges ist bewaldet, das Gebiet um das Asental ist als Landschaftsschutzgebiet Asental ausgewiesen. Auf dem Berg befindet sich eine Gruppe von Hügelgräbern sowie Reste einer mittelalterlichen Landwehr, die als Bodendenkmal unter Schutz stehen.
Neben mehreren lokalen Wanderwegen führt der Fernwanderweg Karl-Bachler-Weg über den Asenberg. Zu Ehren von Karl Bachler wurde 1977 der Karl-Bachler-Stein, ein rund sechs Tonnen schwerer Findling, auf dem Berg eingeweiht.

## Name
Der Bergname „Asenberg“ wurde erstmals 1465 urkundlich bezeugt. Für die Herkunft des Namens gibt es verschiedene Deutungen. Zum einen soll der Name vom Wort „As“ für äsen abgeleitet sein. Der Asenberg diente früher als Hudewald, die Deutung würde also „Weideberg“ lauten. Zum anderen könnte er mythologischen Ursprungs sein. Hierbei wird der Name mit den Asen, den Göttern des nordischen Heidentums in Verbindung gebracht. Es wird wohl einfach ein „Berg des Aso“ bzw. „des Asen Berg“ gewesen sein.